# Calangute
Calangute è una suddivisione dell'India, classificata come census town, di 15 776 abitanti, situata nel distretto di Goa Nord, nello territorio federato di Goa. In base al numero di abitanti la città rientra nella classe IV (da 10 000 a 19 999 persone).

## Geografia fisica
La città è situata a 15° 31' 60 N e 73° 45' 0 E al livello del mare.

## Società

### Evoluzione demografica
Al censimento del 2001 la popolazione di Calangute assommava a 15 776 persone, delle quali 8 463 maschi e 7 313 femmine. I bambini di età inferiore o uguale ai sei anni assommavano a 1 642, dei quali 847 maschi e 795 femmine. Infine, coloro che erano in grado di saper almeno leggere e scrivere erano 11 495, dei quali 6 615 maschi e 4 880 femmine.

## Galleria d'immagini

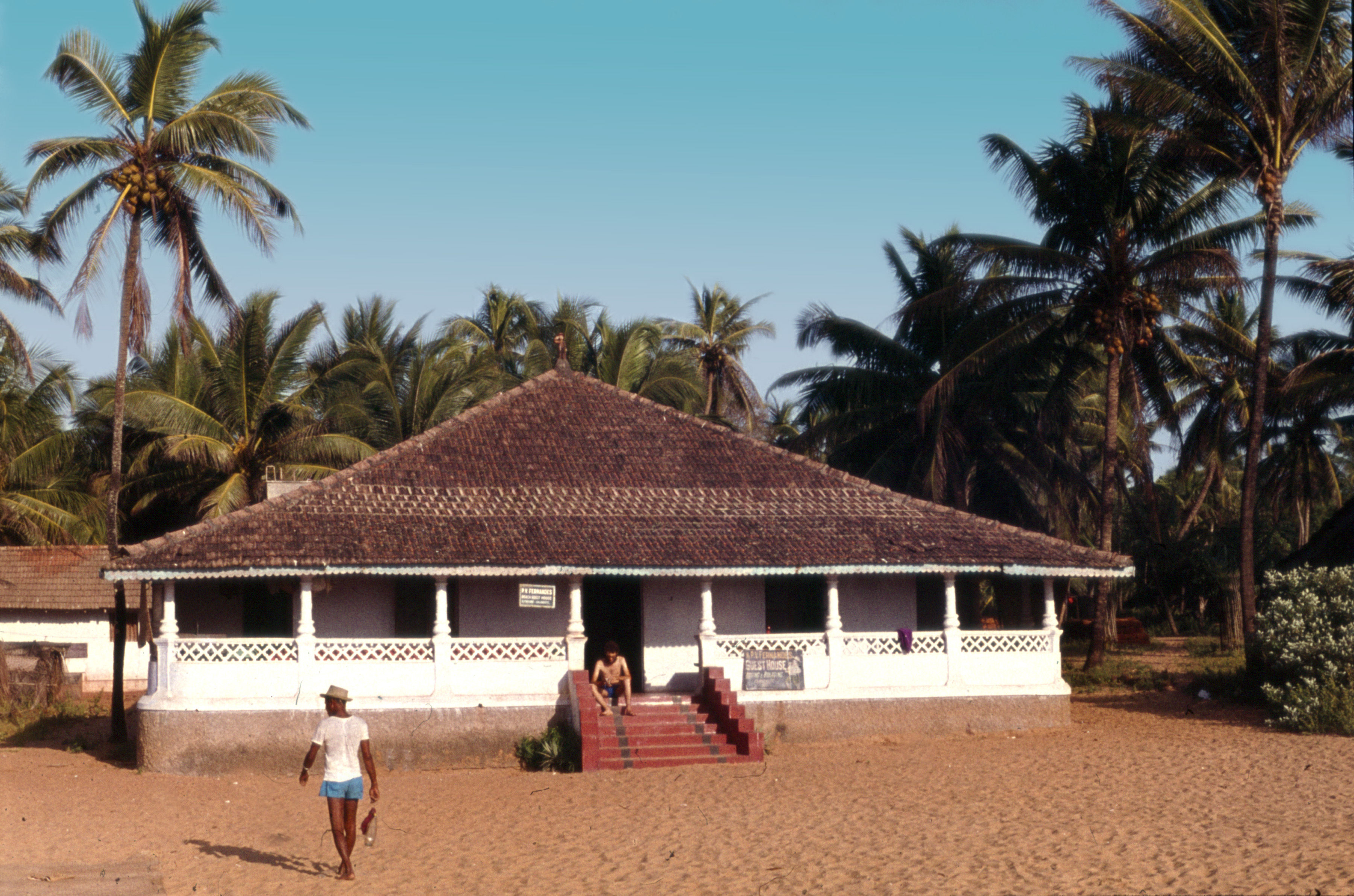
1976
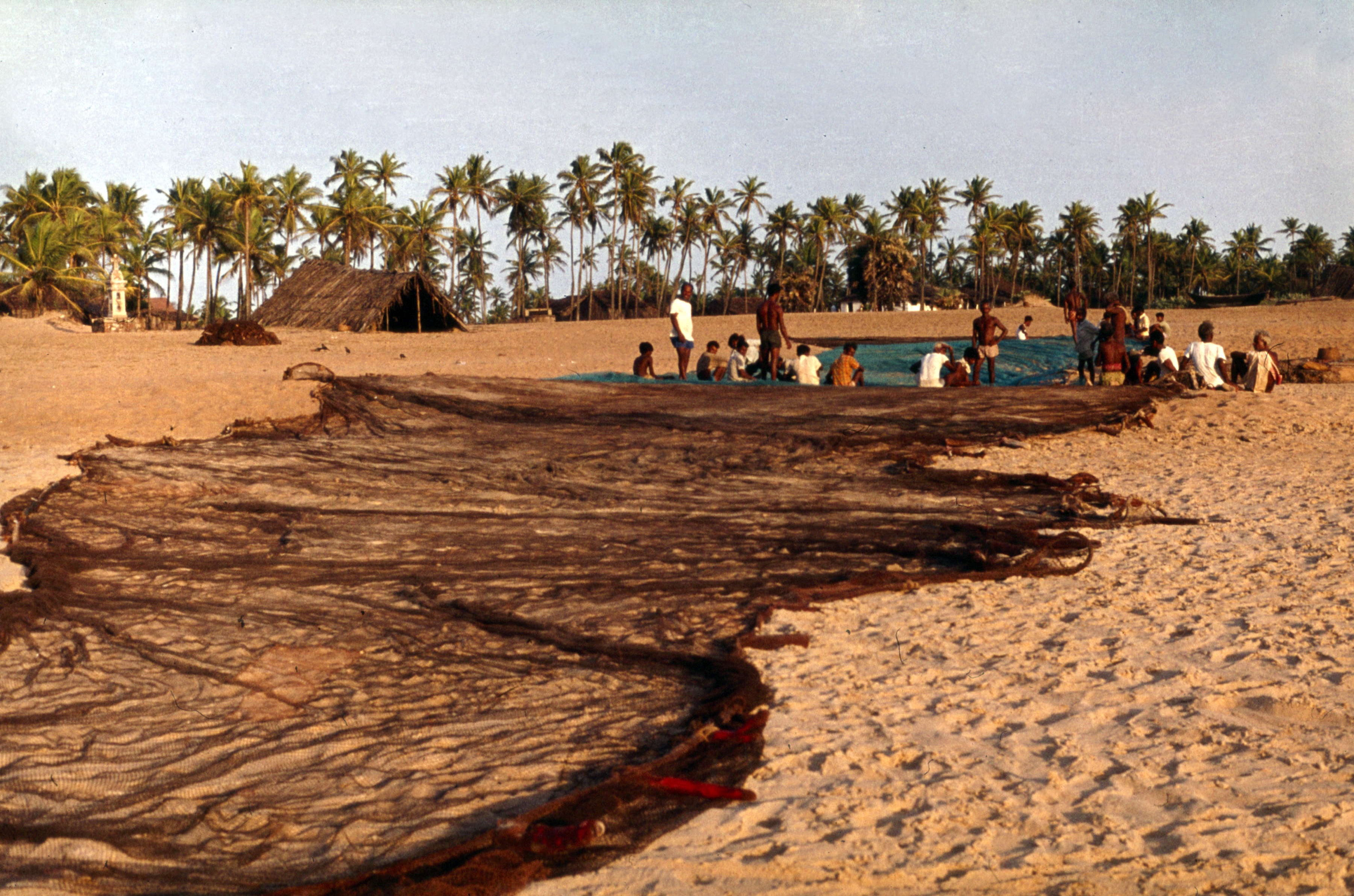
1976
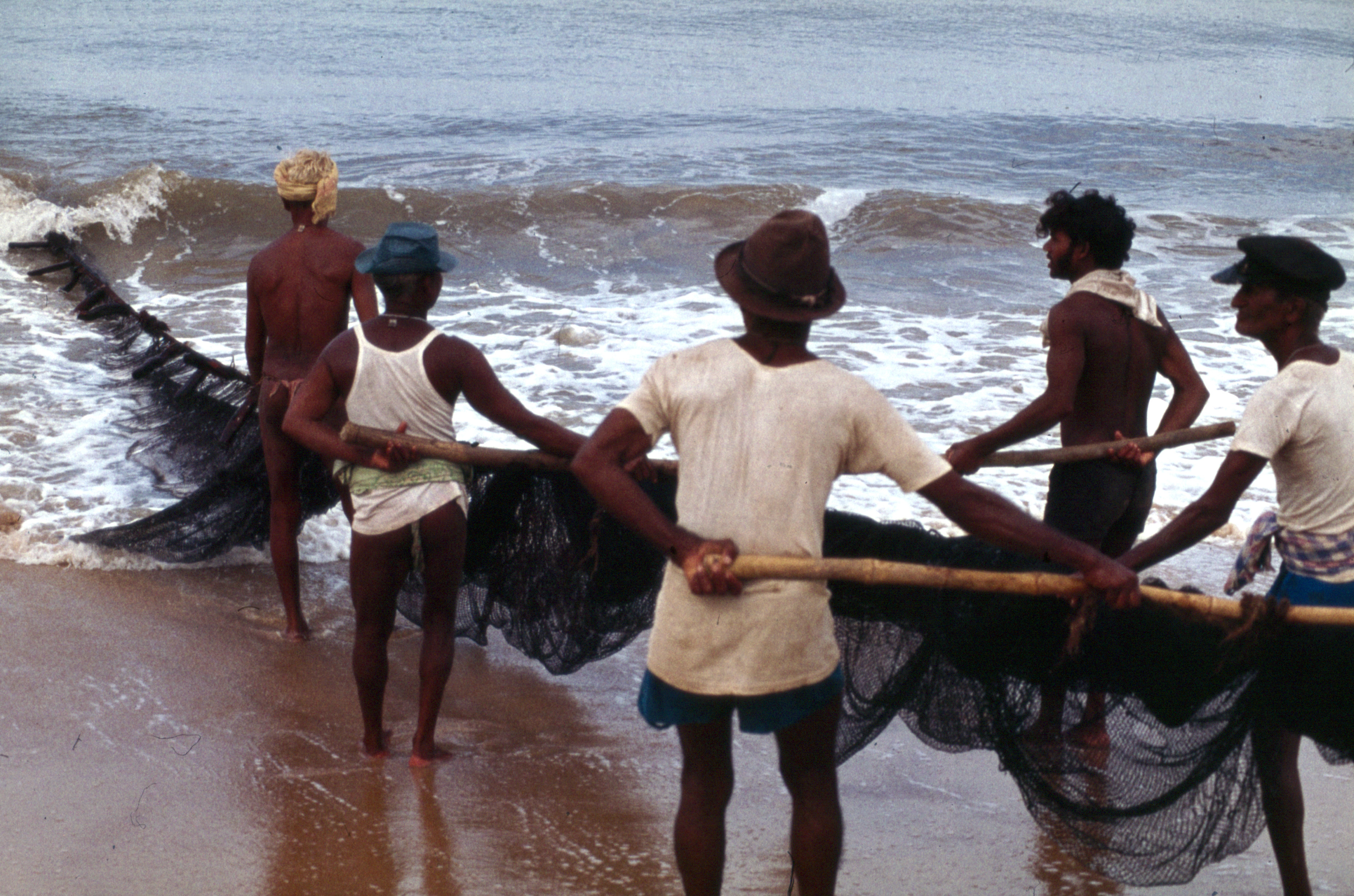
1976
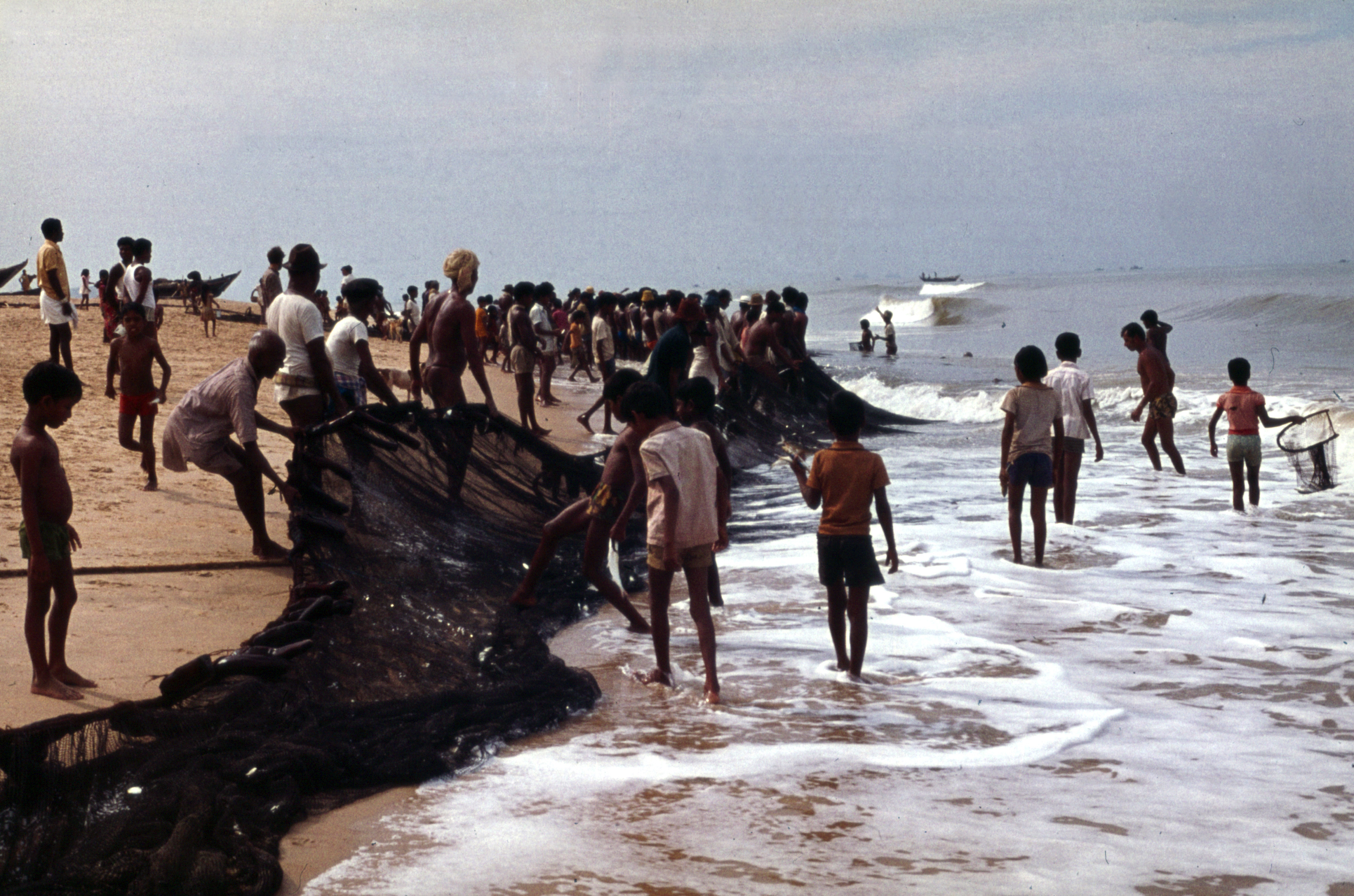
1976
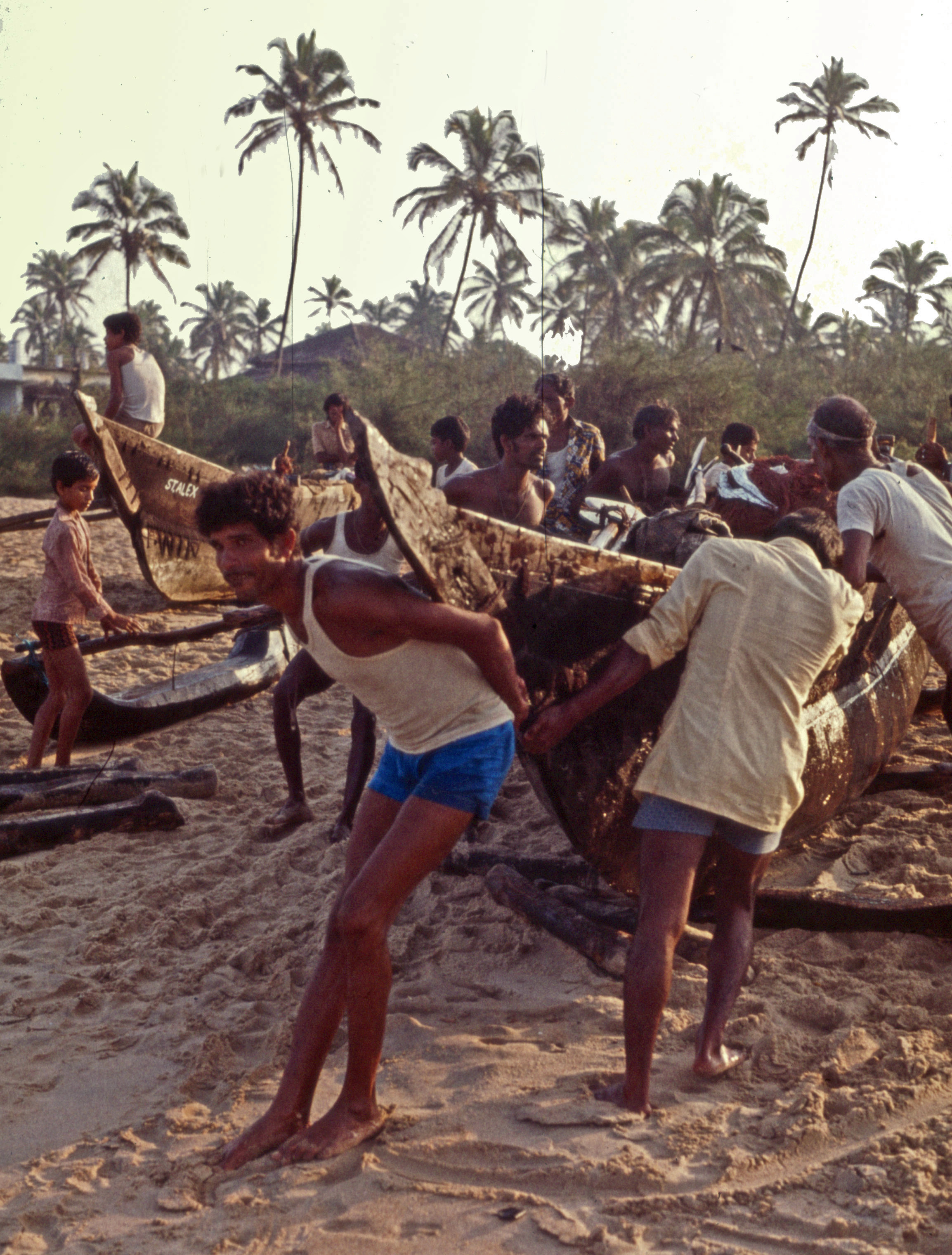
1976
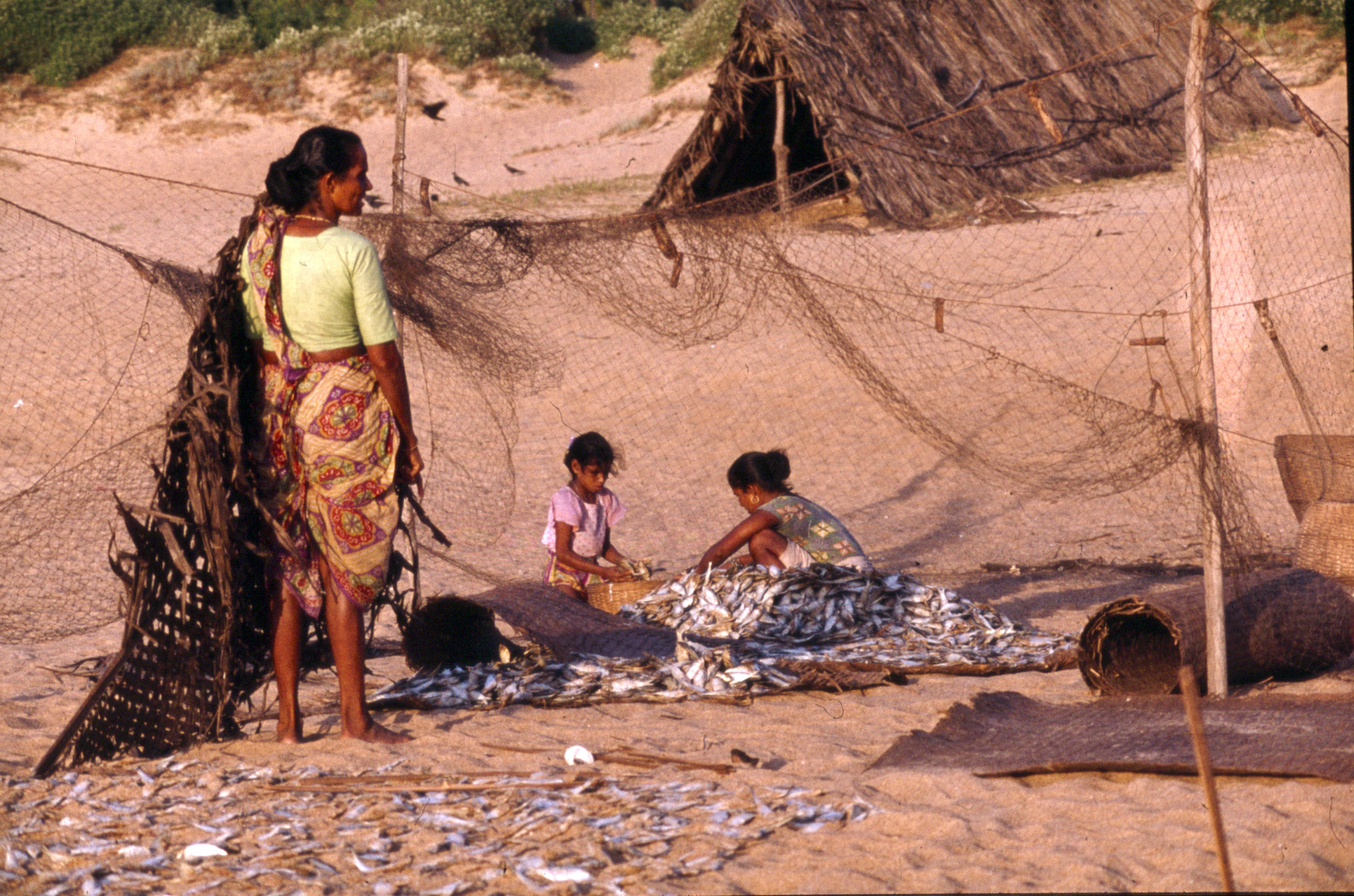
1976
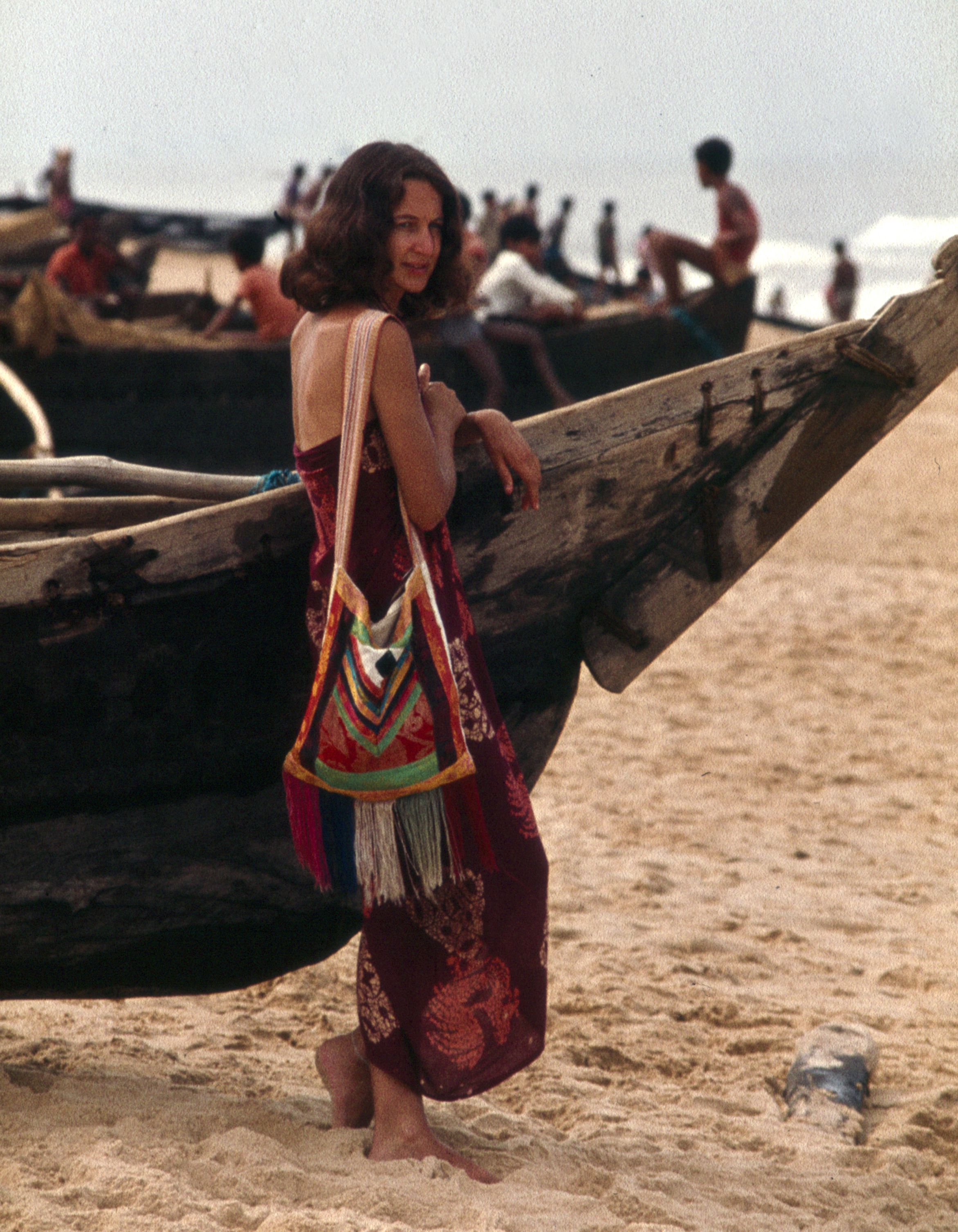
1976
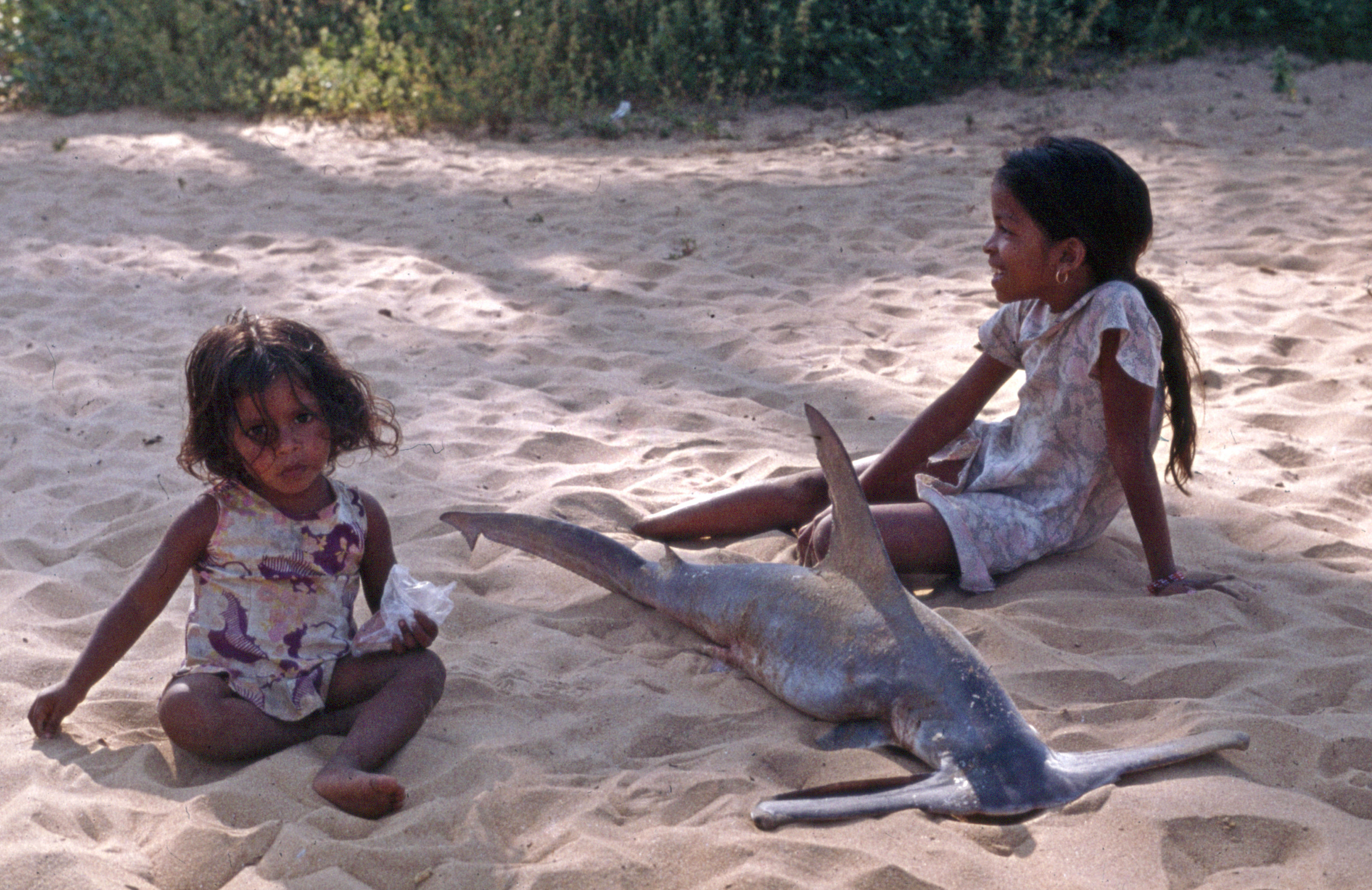
1976
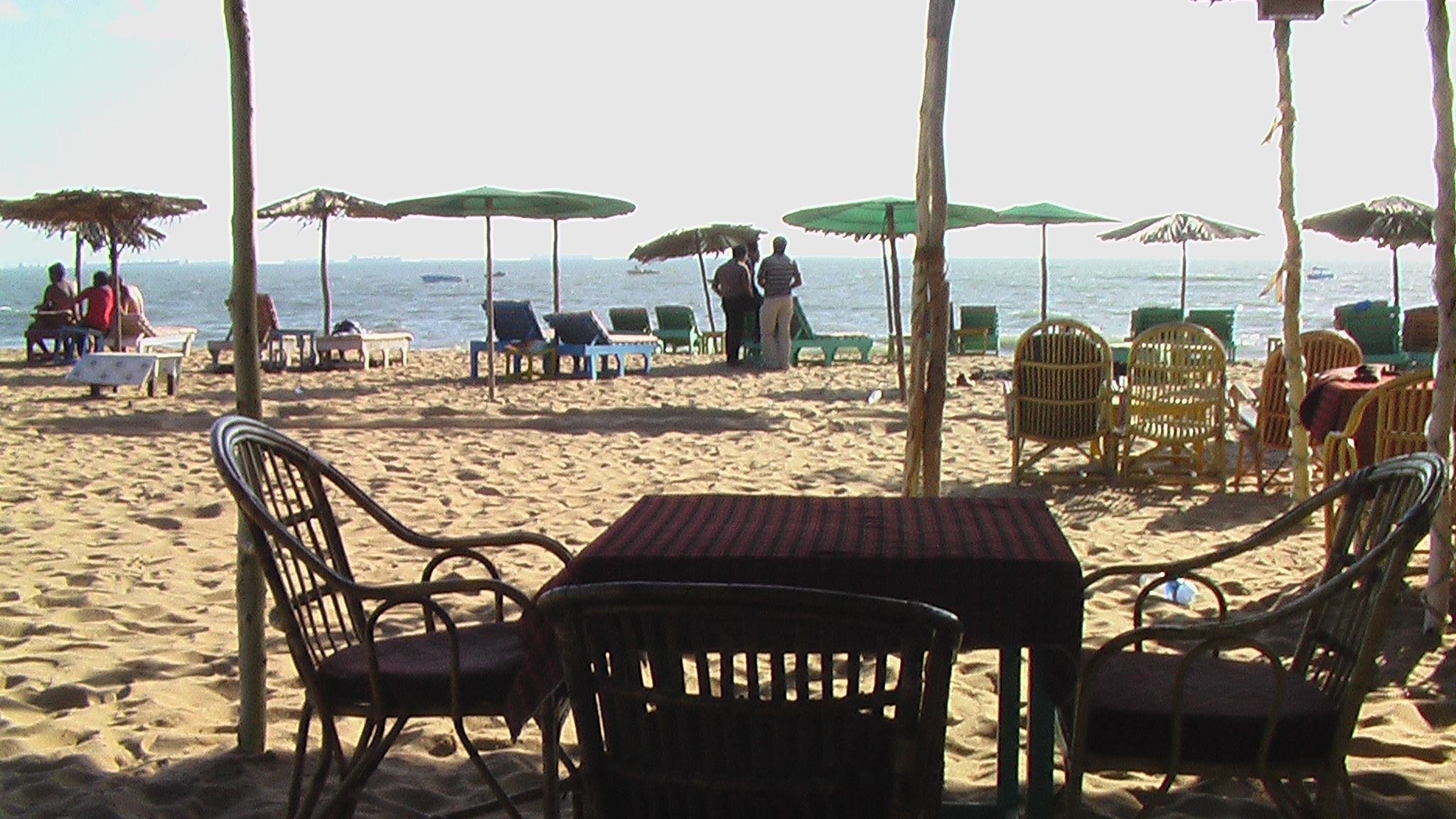
2011